# Serranus stilbostigma
Serranus stilbostigma és una espècie de peix de la família dels serrànids i de l'ordre dels cipriniformes que es troba a l'Equador.